# Stock d'armes nucléaires des États-Unis
Le terme Enduring Stockpile désigne le stock d'armes nucléaires des États-Unis après la fin de la Guerre froide.
Durant la Guerre froide, les États-Unis ont fabriqué plus de 70 000 armes nucléaires : bombes, obus, ogives, etc. de 65 types différents. Une fois cette période de tension terminée, ils maintenaient 26 types d'armes dans leur arsenal, qui comptait environ 23 000 armes en tout à ce moment-là. La fabrication massive d'armes nucléaires s'est de beaucoup réduite en 1989 puis s'est arrêtée en 1991 ou en 1992, avant de reprendre à petite échelle en 2007 au Laboratoire national de Lawrence Livermore avec la mise au point de la Reliable Replacement Warhead (en) qui est abandonné en 2009.
En 2001, le Enduring Stockpile contient 10 différents types d'armes pour un total d'environ 9 600 unités. En 2004, environ 3 000 de ces armes ont été placées sur la liste des armes inactives : elles ne sont pas démantelées, mais ne sont pas en service actif.
En septembre 2020, il est composé de 3 750 ogives nucléaires, ce nombre prend en compte les ogives actives et inactives, mais pas les quelque 2 000 ogives retirées en attente de démantèlement.
Au 30 septembre 2016, il était composé de 4 018 têtes nucléaires contre 4 717 au 30 septembre 2015.

## Évolution de l'arsenal

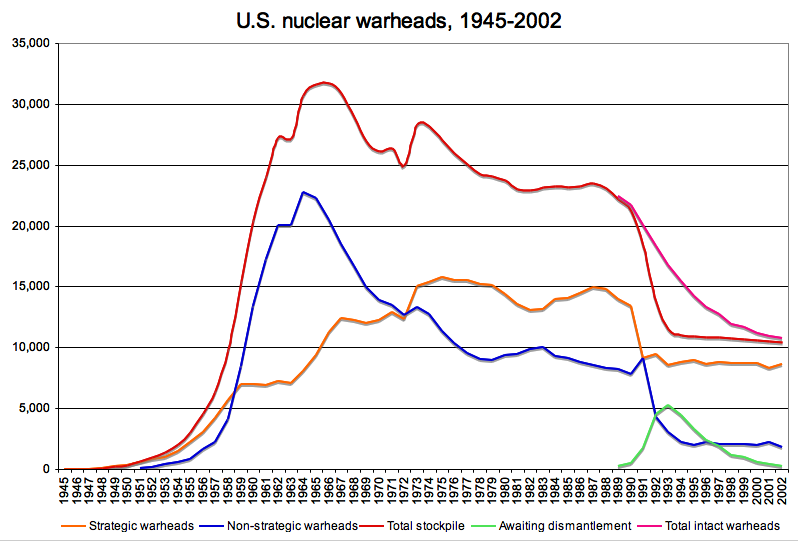
Évolution du stock d'armes nucléaires des États-Unis de 1942 à 2002.

L'évolution du stock d'armes nucléaires américaines et soviétiques (puis russes) opérationnelles de 1945 à 2005.

En 1945, un total de 6 armes nucléaires furent fabriquées, dont une pour l'essai nucléaire de Trinity et deux qui furent utilisées lors des bombardements atomiques de Hiroshima et Nagasaki, 15 bombardiers furent modifiés pour leur emport.
Une course aux armements nucléaires démarre lorsque l'Union des républiques socialistes soviétiques fit son premier essai nucléaire le 14 juillet 1949 avec le RDS-1, alors que l'administration américaine pensait que celle-là ne pourrait pas faire exploser son premier engin avant mi-1953.
En 1959, les forces armées des États-Unis disposent de 7 000 ogives stratégiques et 1 500 vecteurs, ainsi que de plus de 15 000 armes tactiques. À la fin de l'année fiscale 1967, le pic est atteint avec 31 255 armes nucléaires de toutes catégories. Le nombre d'ogives stratégique dépasse 12 000 en 1970 et dépasse 15 000 de 1973 à 1979. Leur nombre total qui était de 21 000 en 1990 commence à baisser significativement à partir de 1992.
Celles qui demeurent en service actif sont entretenues pour assurer qu'elles fonctionnent tel que prévu. Parmi les armes qui ne sont plus en service, certaines sont démantelées, alors que les autres sont stockées en attendant leur remise en service.
En 2004, le Enduring Stockpile contient 5 886 armes stratégiques et 1 120 armes non stratégiques. Parmi les armes stratégiques, il y a 1 490 ogives pour les ICBM, 2 736 ogives pour les SLBM, 1 660 armes pour bombardiers (des B61, des B83, des AGM-86 ALCM et des AGM-129 ACM), ainsi que plusieurs centaines d'armes de réserve. Le stock d'armes tactiques contient 800 B61 et 320 ogives pour les Tomahawk.
En janvier 2008, la revue spécialisée Bulletin of the Atomic Scientists estime le nombre d'armes nucléaires des États-Unis à environ 5 400, 4 075 sont opérationnelles dont 3 575 armes stratégiques et 500 non stratégiques. 1 260 ogives additionnelles sont en réserve ou inactives
START II exigeait une réduction du nombre total d'armes nucléaires, faisant passer leur nombre de 3 000 à 2 500 unités, mais n'a pas été ratifié par la Douma. Un traité substitut, SORT, a reporté à 2012 la réduction de l'arsenal, visant à terme une limite maximale de 2 200 armes opérationnelles.
À la fin de l'année fiscale 2014, soit le 30 septembre 2015, on compte officiellement 4 717 ogives ayant une puissance cumulé d'environ 547 mégatonnes. Lors d'un discours le 12 janvier 2017, le vice-président des États-Unis Joe Biden déclare , le 30 septembre 2016, que 4 018 armes sont opérationnelles, 2 226 étant démantelé depuis 2009 et environ 2 800 en cours de destruction.
L'age moyen des ogives nucléaires était d'une douzaine d'années entre 1983 et 1993, en 2020, il est de 27,4 ans. 

## Catégorisation des armes
Les armes du Enduring Stockpile sont catégorisées selon trois niveaux d' « alerte » :
- Active Service : arme complètement opérationnelle et connectée à un vecteur nucléaire (par exemple, une ogive W87 est installée à bord d'un missile Minuteman, lequel est prêt à être déployé).
- Hedge Stockpile : arme complètement opérationnelle ou pouvant l'être dans un court délai, mais entreposée. Elle n'est pas connectée à un système de livraison, mais il y a des systèmes de livraison disponibles.
- Inactive Reserve : l'arme n'a pas été modifiée, mais n'est pas opérationnelle ou il n'y a pas de système de livraison disponible immédiatement.

## Sites de stockage des armes
Selon la Federation of American Scientists dans un document paru en novembre 2006, les armes nucléaires sont stockées à cette date dans un nombre relativement réduit d'installations aux États-Unis et dans quelques bases européennes de l'OTAN :
- United States Navy :
- Base navale de Kitsap, (près de Bangor dans l'État de Washington (47° 43′ 14″ N, 122° 42′ 47″ O)
- Naval Submarine Base Kings Bay, (État de Géorgie) (30° 47′ 28″ N, 81° 32′ 13″ O)

- United States Air Force :
- Barksdale Air Force Base, Louisiane (32° 30′ 07″ N, 93° 39′ 46″ O)
- Minot Air Force Base, Dakota du Nord (48° 24′ 55″ N, 101° 21′ 27″ O)
- Malmstrom Air Force Base, Montana (47° 30′ 31″ N, 111° 12′ 20″ O
- Nellis Air Force Base, Nevada (36° 14′ 10″ N, 115° 02′ 03″ O )
- Kirtland Air Force Base, Nouveau-Mexique (35° 02′ 25″ N, 106° 36′ 33″ O
- Francis E. Warren Air Force Base, Wyoming (41° 07′ 59″ N, 104° 52′ 01″ O); 150 silos à missile répartis sur trois États des États-Unis (Wyoming, Nebraska, et Colorado)
- Whiteman Air Force Base, Missouri (38° 43,49′ N, 93° 32,52′ O)

- Usine de démantèlement :
- Pantex, Texas (35° 18′ 42″ N, 101° 33′ 35″ O)